# Avril 17
 (juillet 2019).
Si vous disposez d'ouvrages ou d'articles de référence ou si vous connaissez des sites web de qualité traitant du thème abordé ici, merci de compléter l'article en donnant les références utiles à sa vérifiabilité et en les liant à la section « Notes et références ».
Avril 17, titré Avril dix-sept dans l'édition française (suivant ainsi le titre original russe en toutes lettres), est un roman d'Alexandre Soljenitsyne, le quatrième nœud (tome) de la série La Roue rouge après Août 14, Novembre 16 et Mars 17. Le premier tome est publié en français en 2009 chez Fayard. Il raconte les événements qui ont eu lieu un mois après la Révolution de Février, caractérisés par le retour de Lénine en Russie et son influence croissante dans les milieux dirigeants. Le deuxième tome est publié en français en 2017 chez Fayard.

## Résumé
Le tome un raconte les événements se déroulant du 25 avril au 5 mai avec un résumé de ceux ayant eu lieu entre le 3 et le 21 avril. L'auteur met surtout l'accent sur les actes du Soviet des députés ouvriers et de ses rapports avec le Gouvernement Provisoire. À la conférence panrusse des Soviets, qui a lieu à la mi-avril, une résolution est votée, mettant le gouvernement sous le contrôle complet du Soviet et critiquant le ministre de la Guerre, Goutchkov, qui agit de façon indépendante.
Puis c'est le retour de Lénine en Russie. Par ses discours enflammés, il attaque le Soviet (devenu selon lui trop embourgeoisé), encourage le prolétariat à s'en emparer pour ensuite renverser le Gouvernement Provisoire. Il veut arrêter la guerre contre l'Allemagne et mettre l'accent sur une guerre contre les forces bourgeoises. Kerenski, ministre de la Justice, préfère lui laisser la liberté de parole, ne le croyant pas très dangereux, mais Lénine sait capter l'attention du monde ouvrier ainsi que celui des soldats qui ne désirent plus se battre.
Les soldats créent des comités qui parlent d'affaiblir le pouvoir des officiers et des généraux. Les soldats cantonnés à Petrograd, qui sont à l'origine de la révolution, ne veulent pas aller au front et se déclarent gardiens de la Révolution. Ils resteront dans la capitale pour préserver les acquis. Que les soldats des autres villes aillent se battre! Le Gouvernement Provisoire n'ose pas protester.
À la fin avril, Lénine énonce ses thèses lors d'un discours au Palais de Tauride: distribution immédiate de la terre aux paysans, fin de la guerre impérialiste, tout le pouvoir au Soviet, renversement du Gouvernement Provisoire. Tout cela est bien reçu par une bonne partie du peuple, bien que certains régiments désirent l'arrêter, car la fin immédiate de la guerre signifierait qu'ils se sont battus pour rien. Mais, pour le Gouvernement Provisoire, Lénine a droit à son opinion.
Le 2 mai, Milioukov, le ministre des Affaires étrangères, envoie une note aux Alliés déclarant que les buts de guerre du Gouvernement Provisoire restaient les mêmes que ceux du gouvernement tsariste et que la Russie allait faire la guerre jusqu'à la victoire finale. En apprenant cela, Lénine jubile: la note prouve les buts impérialistes de ce gouvernement bourgeois. De son côté, le Soviet n'en revient pas que Milioukov ait envoyé cette note sans leur en parler. Plusieurs des membres exigent la démission de Milioukov, d'autres veulent tout simplement renverser le gouvernement. Le 3 mai, plusieurs régiments vont défiler devant le palais Marie, siège du gouvernement, y demander la tête de Milioukov. Kornilov, commandant de la région militaire de Petrograd, les harangue et les apaise. Le soir, une autre manifestation a lieu au même endroit, cette fois en appui au Gouvernement Provisoire. Des ministres, dont Milioukov, y font des discours.
Le 4 mai, les manifestations en faveur du Gouvernement continuent dans Petrograd. S'ensuit l'arrivée d'ouvriers armés criant: «À bas le gouvernement!» À un moment, ils tirent sur des soldats désarmés qui voulaient les arrêter. Il y a plusieurs morts. Pour plusieurs, ces ouvriers ont été armés et envoyés par les bolchéviks. Le Soviet et le Gouvernement Provisoire, qui tentent de négocier une explication acceptable de la note de Milioukov, s'en doutent mais décident de ne rien entreprendre contre Lénine. 
Le lendemain, celui-ci se fait un bilan somme toute assez positif de ces manifestations. Bientôt, selon lui, le fruit sera mûr pour la prise du pouvoir par le prolétariat.
Le tome 2, à paraître en novembre 2017, débute le 6 mai et montre la paralysie progressive et la décomposition de ce Gouvernement Provisoire, incapable de prendre le pays en main pour l'empêcher de glisser dans le chaos. Il comprend dans sa deuxième partie un résumé des "nœuds" non écrits.

## Les principaux personnages

### Personnages fictifs
- Alexandre Lenartovitch : aspirant-lieutenant, il s'est vite joint aux forces révolutionnaires lors des journées de Mars. En avril, il tisse des liens des liens de plus en plus forts avec les bolchéviks.
- Georges Vorotyntsev : colonel de l'armée russe. il s'est trouvé un emploi à la Stavka où il espère faire quelque chose contre la désagrégation de l'armée.
- Véronique Vorotyntseva : sœur de Georges Vorotyntsev. Elle travaille à la Bibliothèque Publique de Petrograd. Le 4 mai, elle figure parmi les personnes qui manifestent en faveur du Gouvernement Provisoire.
- Olda Andozerskaia : professeur d'histoire à Petrograd. Amante de Georges Vorotyntsev. Elle n'a que dégoût pour la révolution.
- Alexandre Lajenitsyne : lieutenant-artilleur sur le Front Ouest. Il correspond au père de Soljenitsyne.
- Xenia Tomtchak : étudiante en agronomie à Moscou, elle a suivi auparavant des cours de danse. Elle rencontre le lieutenant Lajenitsyne lors d'une soirée, alors qu'il est en permission. Elle est le prototype de la mère de Soljenitsyne.

### Personnages réels
- Irakli Tsereteli - l'un des membres les plus en vue du Soviet de Petrograd qu'il prend en main lors de son retour de Sibérie.
- Iouri Steklov-Nahamkes : social-démocrate, membre du Soviet de Petrograd. Lors du Congrès panrusse des Soviets, il fait voter une résolution mettant le Gouvernement Provisoire sous le contrôle complet du Soviet. Sentant par la suite son influence décroître, il se rapproche des bolchéviks.
- Nicolas Tcheidze : président du Soviet de Petrograd.
- Alexandre Kerenski : leader travailliste. Ministre de la Justice dans le Gouvernement Provisoire. Le plus en vue et le plus populaire des membres du gouvernement.
- Alexandre Goutchkov : ministre de la Guerre et de la Marine dans le Gouvernement Provisoire. Il est impuissant à empêcher la désagrégation de l'armée.
- Lénine : de retour en Russie après plusieurs années d'exil, il veut faire en sorte de contrôler le Soviet, renverser le Gouvernement Provisoire et s'emparer du pouvoir au nom du prolétariat.
- Paul Milioukov : leader des Cadets. Ministre des Affaires étrangères du Gouvernement Provisoire. Les agissements du Soviet et ceux de Kerenski neutralisent ses actions.
- Michel Alexeiev : Commandant Suprême de l'armée.
- Basile Gourko : général russe. Commandant du Front Ouest.
- Lavr Kornilov : commandant de la région militaire de Petrograd depuis mars 1917. Il s'interroge sur les effets de la révolution sur l'armée.
- Alexandre Koltchak : commandant de la Flotte de la Mer Noire. C'est le seul général sur le Front à maintenir un peu de discipline dans son armée.

## Édition française
- Alexandre Soljenitsyne. Avril dix-sept (tome 1). Fayard. 2009. 710 p.  (ISBN 9782213638232)
- Alexandre Soljenitsyne. Avril dix-sept (tome 2). Fayard. 2017.  (ISBN 9782213705446)